# 柴田梵天
柴田梵天（しばた ぼんてん、1917年6月28日 - 2012年10月14日）は、日本の経済学者。学校法人国士舘舘長を務めた。

## 来歴・人物
東京出身。父は国士舘創立、国士舘大学開設者柴田徳次郎。1941年早稲田大学法学部英法科卒。1942年国士舘専門教授。1955年早稲田大学大学院法学研究科修士課程修了、国士舘短期大学講師、1958年国士舘大学助教授、1960－1963年コロンビア大学在外研究員、1963年国士舘大学政経学部政治学科教授。1973年学校法人国士舘理事長、国士舘大学・同短期大学学長就任（呼称：総長）。
1974年「『共産党宣言』以後百二十五年」で、経済学博士（国士舘大学）。ただし、この論文については、1978年6月、代作であり本人は全く執筆しておらず、代作者に謝礼が支払われていたことを、主査であった元教授の竹内謙二が証言している。同年6月13日の参議院文教委員会では、日本社会党の粕谷照美がこの問題を取り上げ、さらに論文そのものもエンゲルスの『イギリスにおける労働者階級の状態』の、大月書店版マルクス・エンゲルス全集の訳文からの丸写しであり盗作である、と指摘している。
1983年7月、理事刺殺事件が起こる。文部省より退陣通告を受けて1984年4月、理事長・学長を辞任。館長に就任。
エジプトに武道センターの建設を行うなど、海外への武道普及事業を推進した。
著書などはない。
2012年10月14日、老衰のため自宅で死去。95歳没。

## 要職等
- 学校法人国士舘　理事長
- 学校法人国士舘　舘長
- 国士舘大学・同短期大学　学長
- 憂国忌　発起人

## 親族
- 長男 柴田徳文（国士舘大学政経学部教授）